# Departamentul Ñeembucú (Paraguay)
Ñeembucúeste unul dintre cele 17 departamente din Paraguay. Capitala departamentului este orașul Pilar. Departamentul este aproape în întregime rural și găzduiește unele dintre cele mai vechi și mai bine conservate ruine iezuite, care sunt situate în apropierea orașului Humaitá.

## Districte
Departamentul este împărțit în 16 districte:
1. Alberdi
2. Cerrito
3. Desmochados
4. General José Eduvigis Díaz
5. Guazú Cuá
6. Humaitá
7. Isla Umbú
8. Laureles
9. Mayor José J. Martinez
10. Paso de Patria
11. Pilar
12. San Juan Bautista del Ñeembucú
13. Tacuaras
14. Villa Franca
15. Villa Oliva
16. Villalbín

## Terenul
Teritoriul Ñeembucú este semnificativ plat, acoperit mai ales de câmpuri plate și ierboase, întrerupte doar de mlaștină în zona umede. Munții, în ciuda numelui lor, nu sunt deloc munți, ci zone cu copaci denși și tufișuri care oferă umbră vitelor care pasc pe câmpiile plate din jurul lor. Aproape toată suprafața teritoriului din Ñeembucú este folosită pentru pășunat (bovine, oi) sau pentru alte tipuri de agricultură.

## Istorie
Ñeembucú a fost teatrul celei de-a doua faze a Războiului Triplei Alianțe. Locurile unde au fost duse lupte au inclus Tuyutí, Curupaytí, Boquerón del Sauce și Humaitá.